# 1790妥协
1790妥协是在亚历山大·汉密尔顿同托马斯·杰斐逊和詹姆斯·麦迪逊之间的一个妥协，通过这个妥协，汉密尔顿赢得联邦政府接管和偿还各州政府债务的决议，而杰斐逊和麦迪逊为南方获得联邦政府首都（使首都最终落位于哥伦比亚特区）。这次妥协解决了国会的僵局。南方党人正一直努力阻止联邦财政部接管各州债务的做法，以此方式破坏汉密尔顿试图建设一个强有力的联邦政府的计划。北方党人则拒绝由弗吉尼亚人极大渴望的，将联邦首都永久地设定在弗吉尼亚-马里兰边界的提案。这一妥协使得1790年7月和8月《定都法案》（Residence Act ）和《拨款法案》（Funding Acts）的通过成为可能。
按照历史学家雅各布·库克的说法，这次妥协“一般被视作美国历史上最重要的交易之一，仅仅排在被广为人知的密苏里妥协和1850妥协之后。”

## 会议
联邦和州层面的政治家们都力图通过非官方谈判的方式打破立法的僵局。在纽约市——当时作为联邦临时首都——在1790年夏天，有很多秘密会议和政治晚宴举行。

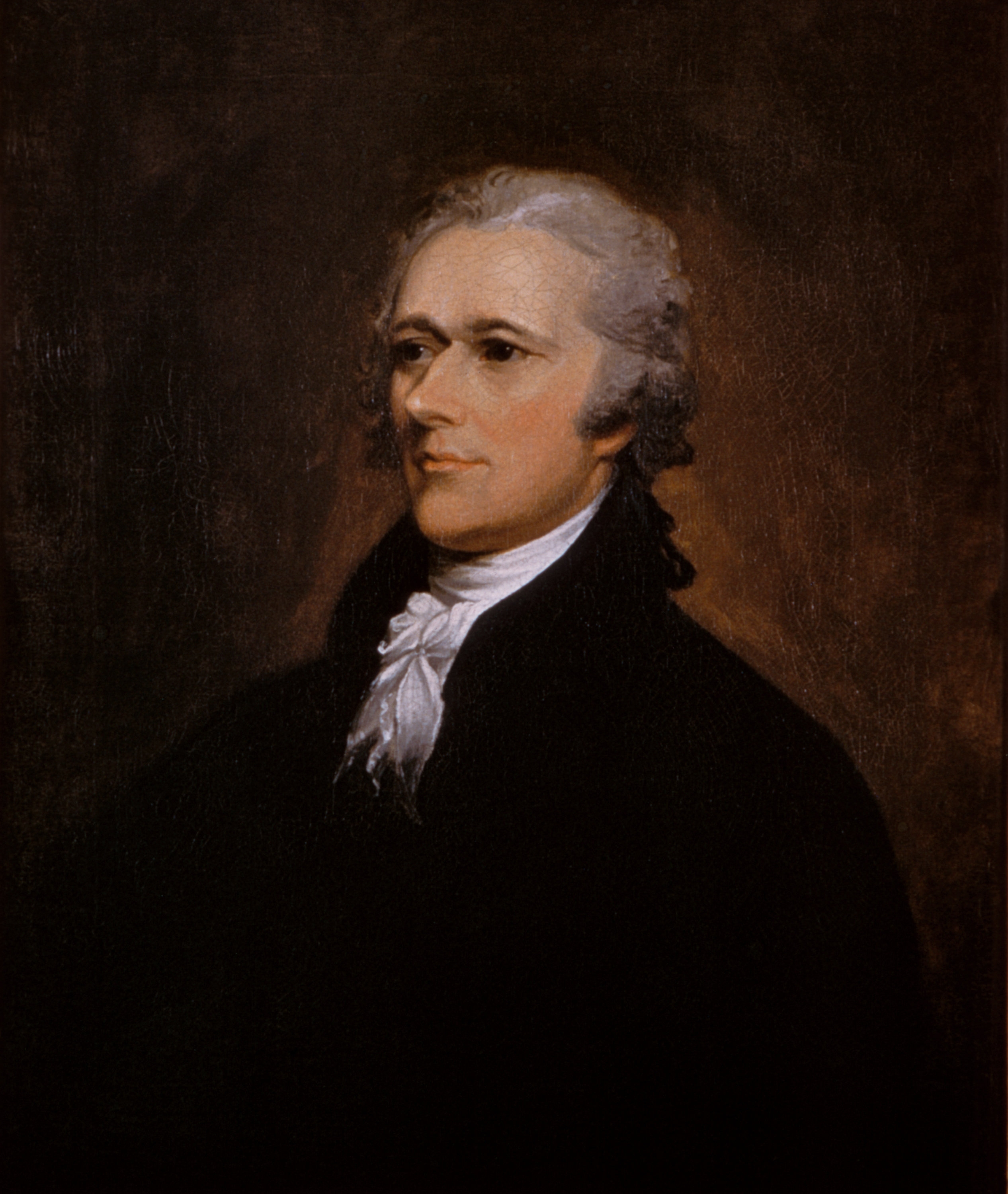
亚历山大·汉密尔顿

在这些妥协努力的最后阶段，“餐桌谈判”是一个关键事件。根据前国务卿托马斯·杰斐逊两年后的一份记录，“晚餐”是财政部长亚历山大·汉密尔顿与众议院议员詹姆斯·麦迪逊之间的一次私人会议。
6月，《继受法案》在第二次遭众议院否决后不久，汉密尔顿绝望地认为他的财政计划将被否决，他寻求新任命的杰斐逊对此事施加影响。根据杰斐逊的叙述，1790年6月20日左右，在他纽约的官邸为两位官员安排了晚宴。会议就“债务继受”和“定都”危机达成了政治解决方案。
杰斐逊描述了在纽约市两人之间的交锋：
最后，麦迪逊先生默许了一个主张，即通过参议院的修正案将问题[即联邦接受各州债务]再次从参议院提交到众议院，他不会投票支持，也不会完全撤回他的反对意见， 但他不会特别做什么，但要把它留给命运。我忘记了，哪一项会对南方各州来说非常尖锐，（因而）应该做些什么来抚慰南方; 将政府所在地移到[波托马克河]是一项公平的举措，可能会成为一个受欢迎的措施，并且应该会是伴随《继受方案》的一个合适（补偿）举措。

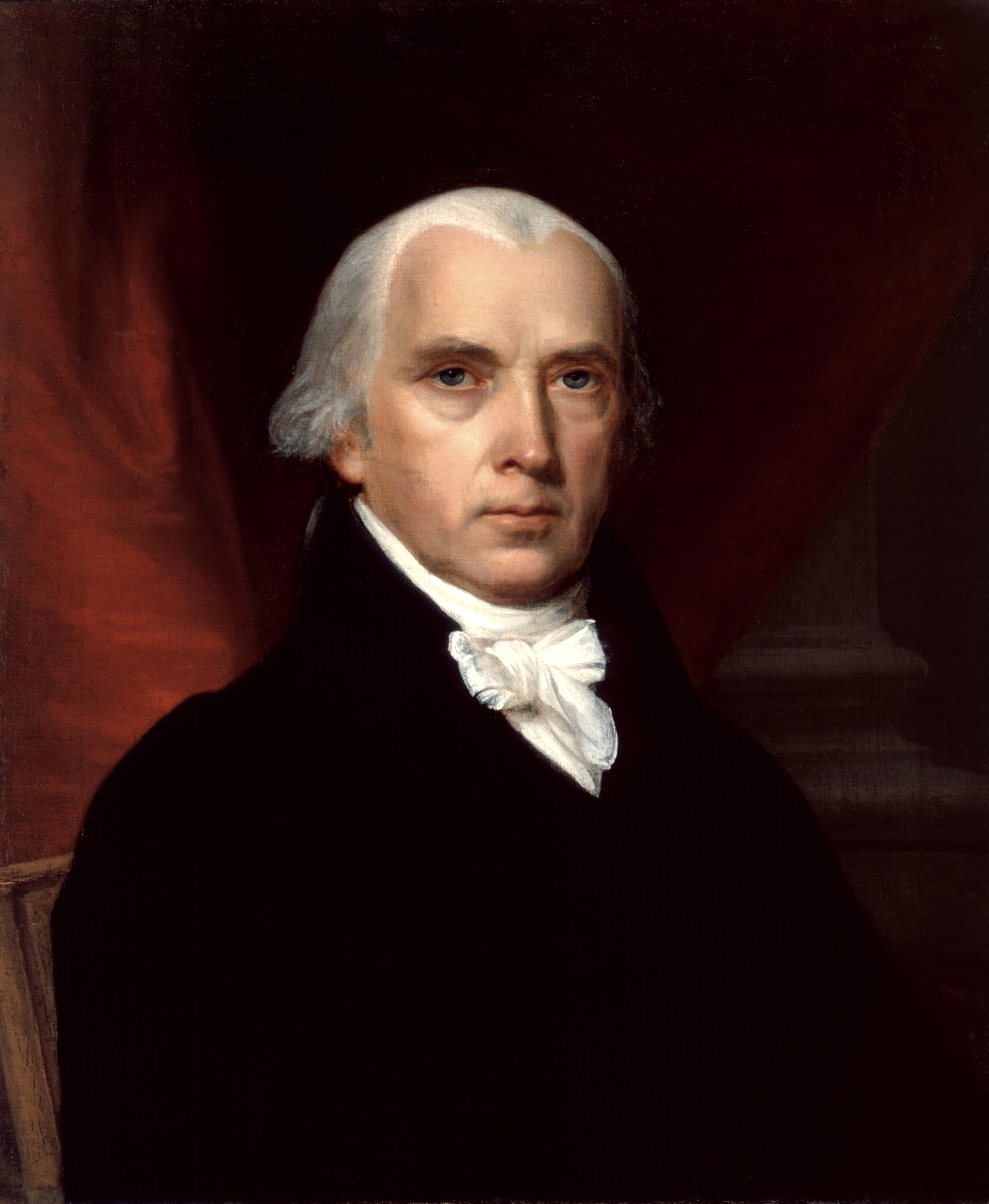
詹姆斯·麦迪逊

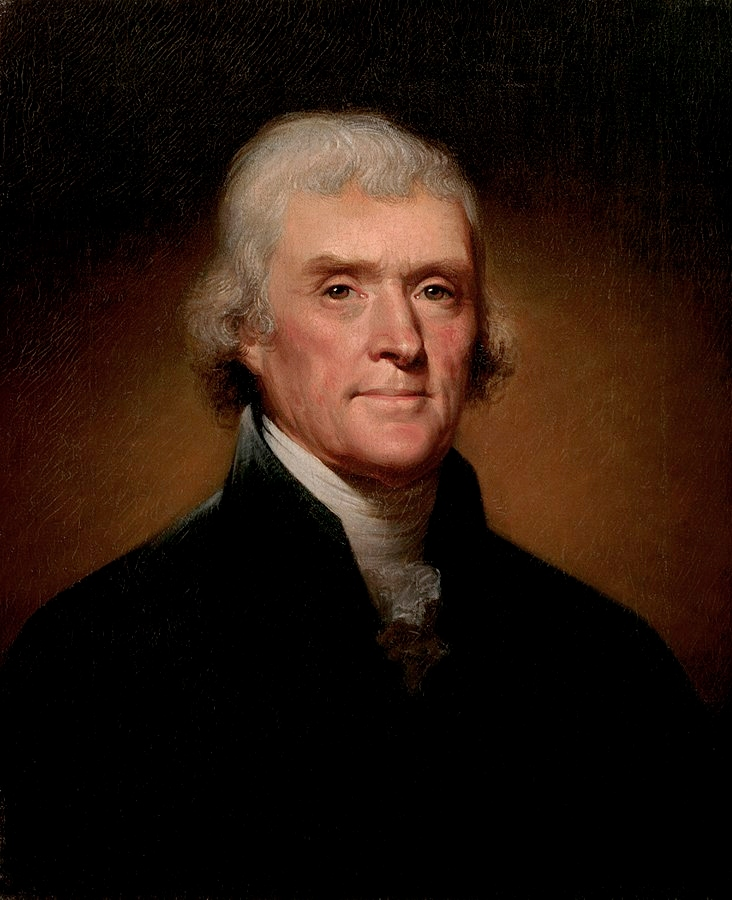
托马斯·杰斐逊

汉密尔顿部长关于公共信贷的第一份报告的关键条款赢得了（国会）支持，《继受法案》（Assumption Act）也得到通过，为公共信贷奠定了基础。
《定都法案》使得美国永久性首都落位于马里兰州和弗吉尼亚州这样农业州的（交界处），而未落位于纽约市或费城此类的大都市和金融中心。作为讨价还价的一部分，杰斐逊和麦迪逊从汉密尔顿那里为弗吉尼亚州获得了有利可图的债务调整。
汉密尔顿、麦迪逊和杰斐逊“尽管地位很高，但对这两项有争议的立法，他们也缺乏对（国会投票的）决定性影响力”，（投票）结果超出任何一个团体或个人的直接掌控范围。

## 债务接管
历史学家马克斯·埃德林解释过债务接管是如何运作的。这才是最关键的事项，首都选址问题是一个讨价还价的策略。汉密尔顿的提案是由联邦财政部接管并偿还各州为打赢美国独立战争所欠债务。联邦财政部打算发行国债供富人购买，从而使富人在联邦政府的成功中获得实实在在的利益。汉密尔顿提议通过设置新的进口关税来偿还新的国债。
杰斐逊最初同意这项方案，但是麦迪逊使他转变了观点，麦迪逊说道联邦掌控债务将会巩固联邦政府太多的权力。埃德林指出在1790妥协达成之后，汉密尔顿的提案也得到了国会通过。麦迪逊本确实不打算向投机者100％支付（债务），不管这些投机者当初支付了多少 但他们（最终）都以州债务的纸面价值得到了偿还。在杰斐逊任职总统时期，这个体系得以继续（运作）。
联邦政府的信用在国内外得以坚实地建立起来，汉密尔顿成功地在他的新联邦党中签下了许多债券持有人。良好的信誉使得杰斐逊的财政部长阿尔伯特·加勒廷在欧洲获得借贷，以支付1803购买路易斯安纳款项，同样良好的信誉也帮助美国获得应对1812年战争的借贷。

## 组织者
- 亚历山大·汉密尔顿——联邦财政部部长
- 詹姆斯·麦迪逊——国会议员（众议员）
- 托马斯·杰斐逊——国务卿
- 乔治·华盛顿——联邦总统

## 大众文化
这一妥协在音乐剧《汉密尔顿》中由林曼努埃尔·米兰达在歌曲《The Room Where It Happens》中表现，并以亚伦·伯尔的视角讲述此事。

### 引用脚注
- Brock, W.R. 1957. The Ideas and Influence of Alexander Hamilton in Essays on the Early Republic: 1789–1815. Ed. Leonard W. Levy and Carl Siracusa. New York: Holt, Rinehart and Winston, 1974.
- Burstein, Andrew and Isenberg, Nancy. 2010. Madison and Jefferson. New York: Random House
- Cooke, Jacob E. "The Compromise of 1790." William and Mary Quarterly 27 (October 1970): 523–545. in JSTOR（页面存档备份，存于）
- Ellis, Joseph J. 2000. Founding Brothers: The Revolutionary Generation. Alfred A. Knopf. New York. ISBN 0-375-40544-5
- Malone, Dumas and Rauch, Basil. 1960. Empire for Liberty: The Genesis and Growth of the United States of America. Appleton-Century Crofts, Inc. New York.
- Staloff, Darren. 2005. Hamilton, Adams, Jefferson: The Politics of Enlightenment and the American Founding. Hill and Wang, New York. ISBN 0-8090-7784-1

## 传记
- Bordewich, Fergus M. The First Congress: How James Madison, George Washington, and a Group of Extraordinary Men Invented the Government (2016) on 1789-91.
- Clinton, Joshua D., and Adam Meirowitz. "Testing explanations of strategic voting in legislatures: A reexamination of the compromise of 1790." American Journal of Political Science 48.4 (2004): 675-689.
- Risjord, Norman K. "The Compromise of 1790: New Evidence on the Dinner Table Bargain." William and Mary Quarterly 33 (April 1976): 309–314. in JSTOR（页面存档备份，存于）